# Републикански път III-551
Републикански път IIІ-551 е третокласен път, част от Републиканската пътна мрежа на България, преминаващ изцяло по територията на област Велико Търново. Дължината му е 35,9 км.
Пътят се отклонява наляво при 0 км на Републикански път II-55 южно от град Дебелец и се насочва на югоизток. Преминава през село Плаково, след което чрез ниска седловина преодолява западните части на Еленските височини и в района на село Средни колиби навлиза в долината на река Веселина. Преминава през село Гърдевци, пресича „опашката“ на язовир „Йовковци“, достига до село Яковци, преодолява ниския вододел между реките Веселина и Златаришка, достига до град Елена и в източната му част се съединява с Републикански път II-53 при неговия 45,5-и км.
| Пътища, отклоняващи се надясно (населено място, № на пътя, посока на пътя)                   | Км   | Пътища, отклоняващи се наляво (посока на пътя, № на пътя, населено място) |
| -------------------------------------------------------------------------------------------- | ---- | ------------------------------------------------------------------------- |
| Община Велико Търново, I-5, 110 км ← (от 110 км на I-5) II-55, 0 км ←                        | 0,0  | ← 110 км, I-5, Община Велико Търново .                                    |
| (за гр. Килифарево) общински път ←                                                           | 7,6  | → общински път (за с. Велчево)                                            |
| (за гр. Килифарево) общински път, с. Плаково ← (за с. Големаните) общински път, с. Плаково ← | 10,6 | с. Плаково                                                                |
|                                                                                              | 15,7 | → общински път (за с. Куцаровци)                                          |
| Община Елена                                                                                 | 16,7 | Община Елена                                                              |
| (за с. Илиювци) общински път ←                                                               | 19,9 | → общински път (за с. Средни колиби)                                      |
| (за с. Ребревци) общински път ←                                                              | 22,2 |                                                                           |
| (за с. Ребревци) общински път, с. Гърдевци ←                                                 | 24,6 | → с. Гърдевци, общински път (за с. Шилковци)                              |
|                                                                                              | 25   | → общински път (за с. Баевци)                                             |
| (за с. Донковци) общински път ←                                                              | 26,1 |                                                                           |
| (за с. Донковци) общински път ←                                                              | 28,2 | → общински път (за с. Бръчковци)                                          |
| с. Яковци ←                                                                                  | 28,9 | → с. Яковци, общински път (за с. Вълчовци)                                |
| гр. Елена                                                                                    | 34   | → гр. Елена, общински път (за с. Блъсковци)                               |
| (от гр. Нова Загора) III-662, 71,8 км, гр. Елена →                                           | 34,3 | гр. Елена                                                                 |
| (до гр. Средец) II-53, 45,5 км, гр. Елена ←                                                  | 35,9 | ← гр. Елена, 45,5 км, II-53 (от с. Поликраище)                            |